# Giuseppe Gru

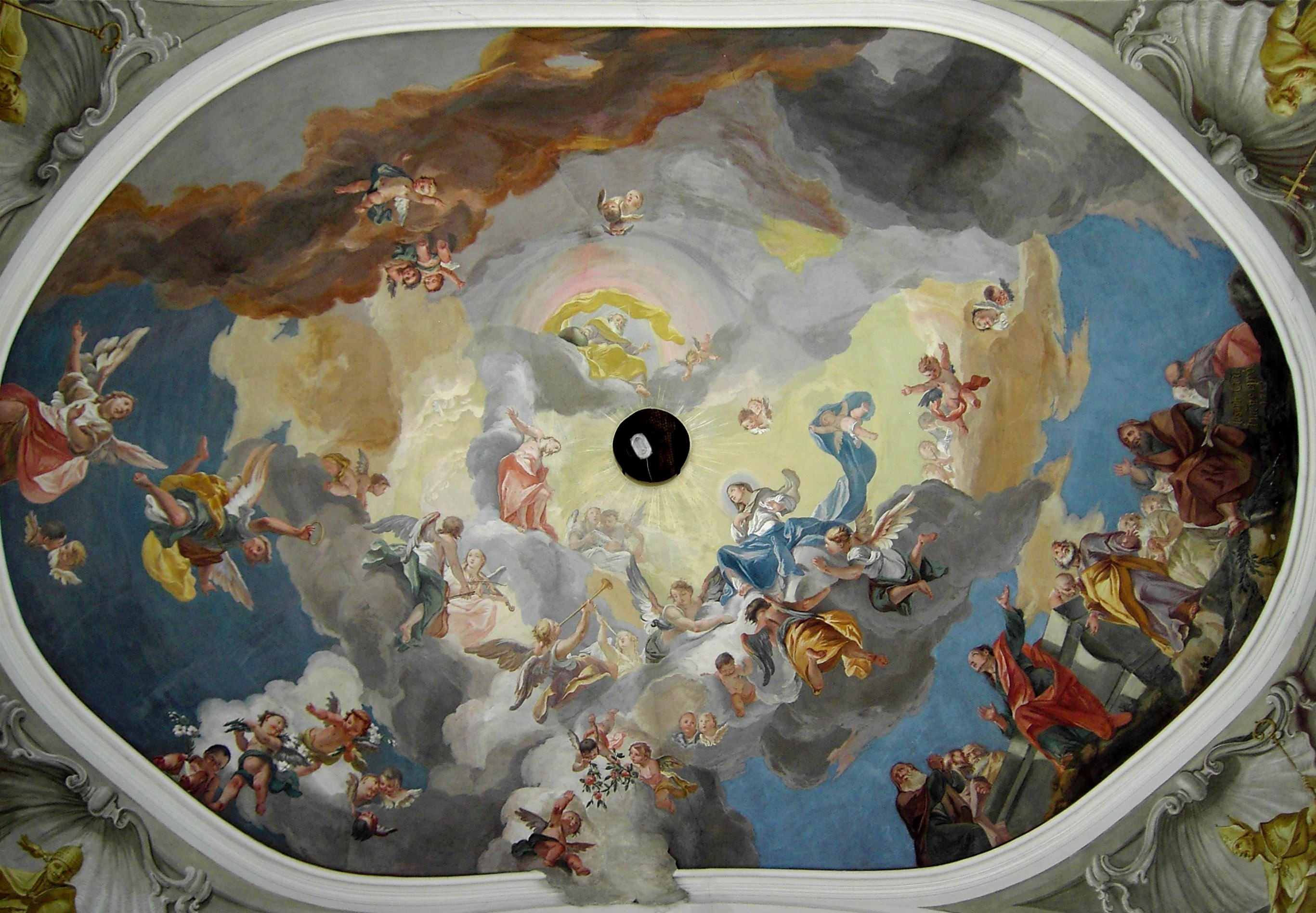
Mariä Himmelfahrt – Kuppelfresko in Schönberg von Giuseppe Gru (1753).

Giuseppe Gru, auch Giuseppe Le Grù (* um 1715 in Verona; † 1775 ebenda), war ein italienischer Maler des Barock.

## Leben

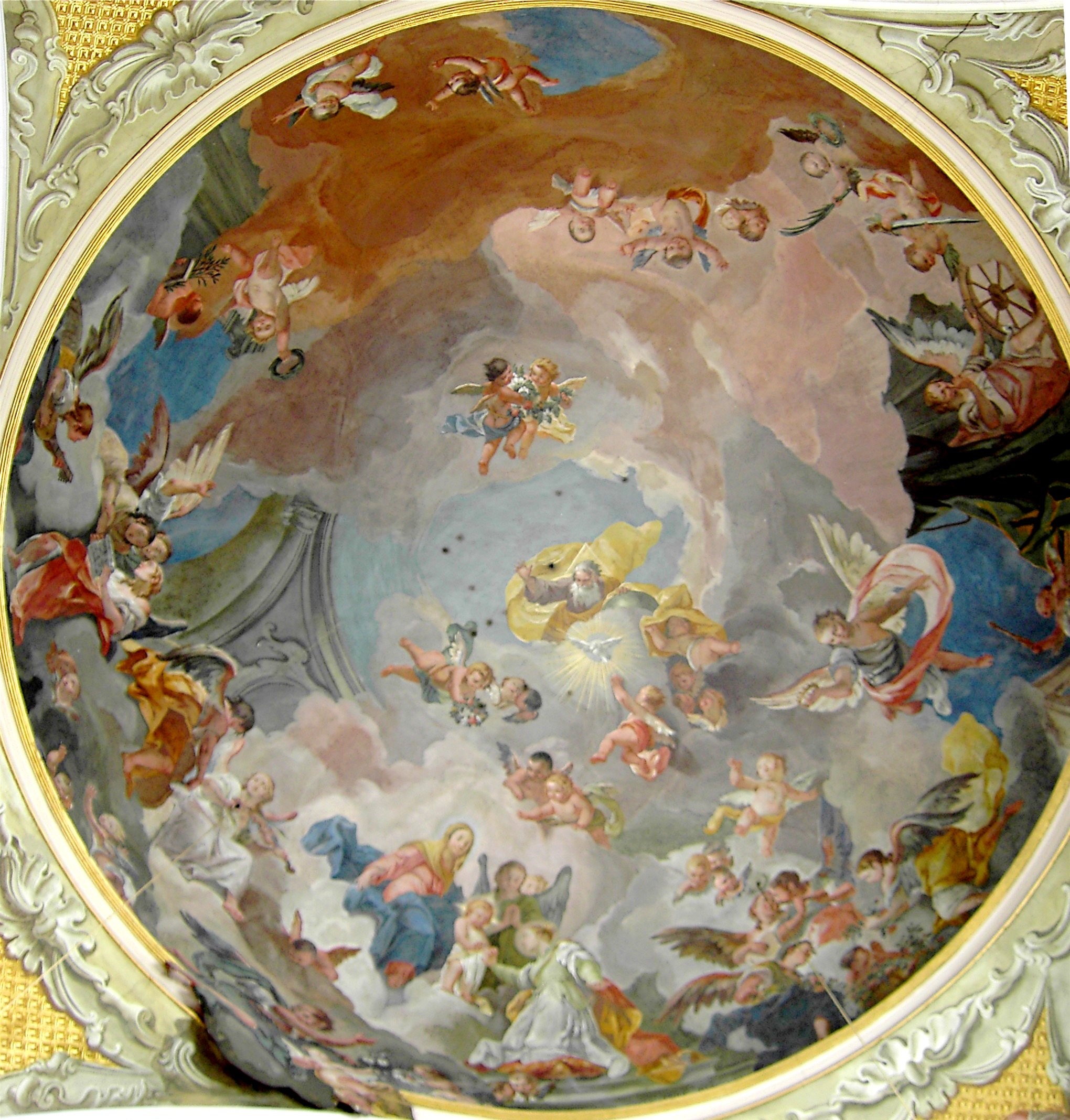
Vermählung der hl. Katharina – Chorkuppelfresko von Giuseppe Gru (1753)

Sein Vater Stefano Gru wurde um 1663 in Venedig geboren und ließ sich später in Verona nieder, wo er sich vor allem als Porträtmaler einen Namen machte. Er hatte vier Kinder (Giuseppe, Francesco, Lodovico und Angelica), von denen Giuseppe der bedeutendste werden sollte. Stefano Gru starb angeblich 1718 in Verona.
Über das Leben von Giuseppe Gru ist nur wenig bekannt. Er dürfte um 1715 in Verona geboren sein. Weil sein Vater schon sehr früh starb (um 1718), dürfte er von ihm kaum mehr etwas gelernt haben. Da seine späteren Werke oftmals mit Giovanni Battista Tiepolo (1696–1770) verglichen wurden, kann man annehmen, dass Gru, wie später seine Schwester Angelica, nach Venedig ging und dort auch lernte. Ob und wie sich Gru damals einen Namen machte, ist nicht bekannt. Unklar ist auch, ob seine wenigen in Italien überlieferten Werke vor seiner Zeit in Deutschland oder erst später entstanden sind. Gru überquerte die Alpen. Sein erstes gesichertes Werk stammt aus dem Jahr 1741, als Gru die Deckenbilder für die Spitalkirche St. Martin in Bad Mergentheim malte. 1742 erhielt er den Auftrag für einige Bilder für die ehemalige Prämonstratenserklosterkirche in Gerlachsheim, das nicht weit von Bad Mergentheim entfernt ist. 1748 ist ein Seitenaltarblatt in der Pfarrkirche St. Veit in Fulpmes von Gru signiert. Anscheinend war nun Tirol sein neues Betätigungsfeld. 1752 arbeitete der Veroneser Maler in der Pfarrkirche zum Heiligen Kreuz in Schönberg. Sein wohl bedeutendster und größter Auftrag war schließlich die Gestaltung der Pfarrkirche St. Katharina in Lermoos von 1753 bis 1754.
Anschließend kehrte er nach Italien zurück. Zwischen 1757 und 1758 malte er das Gewölbe des Presbyteriums in der Pfarrkirche in Vigano San Martino nordöstlich von Bergamo aus. Auch zwei Altarbilder fertigte er für die gleiche Kirche an. 1760 arbeitete er mit dem Mailänder Künstler Innocenzo Ceppi im Palazzo Magnavin-Foratti in Montagnana südwestlich von Padua. 1761 schuf Gru die Wandmalereien in der Bibliothek des an die Basilika des Heiligen Antonius angrenzenden Franziskanerklosters in Padua. In den 1760er Jahren begann seine Schaffensperiode in Mantua und Umgebung, auch wenn diese Arbeiten nicht zu seinen bedeutendsten gehören. Darüber hinaus können ihm weitere Werke im nahen Venetien zugeschrieben werden, so ein Altarbild in Villafranca südwestlich von Verona. Vermutlich lebte Gru bis zu seinem Lebensende in Mantua.
In den meisten signierten Werken findet sich die Ergänzung „Veronensis“. Gru sah sich also auch in der Ferne als Veroneser. Als Todesjahr wird allgemein 1775 angenommen, was allerdings nicht gesichert bestätigt werden kann. Auch wenn nur wenig Konkretes über das Leben von Giuseppe Gru überliefert ist, kann man ihn dennoch als hervorragenden Meister des Barock bezeichnen, der sich nicht vor seinem Lehrmeister Tiepolo zu verstecken braucht.

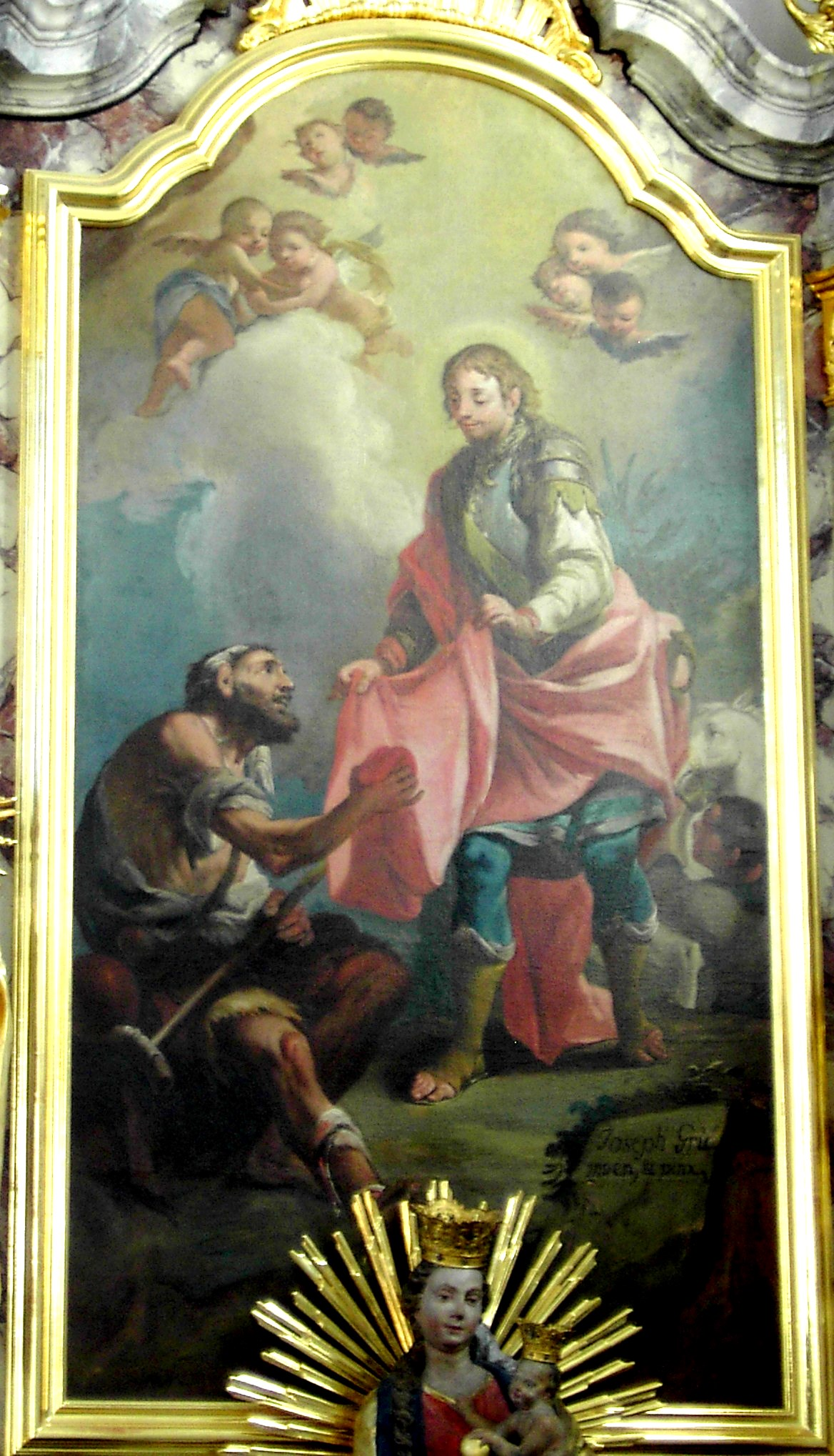
Mantelteilung des hl. Martin – rechtes Seitenaltarblatt in Fulpmes von Giuseppe Gru (1748).

## Werke (Auswahl)
- Bad Mergentheim – Spitalkirche St. Martin: Deckenbild (verschollen), vier herzförmige Eckbilder, zwei Seitenaltarblätter (alle 1741)[4]
- Fulpmes – Pfarrkirche St. Veit: rechtes Seitenaltarblatt mit dem hl. Martin (1748)[5]
- Gerlachsheim – ehemalige Prämonstratenserklosterkirche: Deckengemälde und Seitenaltarblätter am Kreuz- und Familienaltar (alle 1742)[6]
- Gaukönigshofen – Kirche zu den Heiligen Schutzengel und Jakobus dem Älteren: Hochaltarblatt (1743, nicht mehr vorhanden)
- Lermoos – Pfarrkirche St. Katharina: die komplette Freskenausstattung in Chor, Langhaus und Seitenkapellen in nur 128 Tagen (1753/54)[7]
- Padua – Franziskanerkloster: Deckengemälde in der Bibliothek (Gru malte angeblich nur die Figuren, die Ornamente fertigte Innocenzo Ceppi aus Mailand)
- Schönberg im Stubaital – Pfarrkirche zum Heiligen Kreuz: Kuppelfresko Mariä Himmelfahrt und vier Kirchenväter in den Zwickeln, zwei Seitenaltarblätter (1753)[8]
- Verona – Palazzo Gazola (heute Palazzo Arvedi): vier Deckenbilder
- Verona – Skizze einer sterbenden Kleopatra